# Kanzlerdämmerung
Kanzlerdämmerung oder Kanzler-Dämmerung ist ein politisches Schlagwort im politischen Diskurs in Deutschland.
Mit Kanzlerdämmerung wird eine Situation beschrieben, in der angeblich eine Ablösung des amtierenden Bundeskanzlers bevorsteht. Das Wort nimmt Bezug auf die Dämmerung, also den fließenden Übergang von Lichtverhältnissen zu Anfang und Ende des lichten Tages im Wechsel zur Nacht. Dies soll den Übergang von der einen Kanzlerschaft zur nächsten symbolisieren.
Durch die starke Stellung des Bundeskanzlers im deutschen Regierungssystem (Kanzlerdemokratie) und dem Kanzlerprinzip steht die Person des Bundeskanzlers in Deutschland unter besonderer medialer Beobachtung. Dies führt im Vergleich zu anderen Regierungsmitgliedern zu mehr Spekulationen über die Länge der verbleibenden Amtszeit des Bundeskanzlers. Da der Bundeskanzler, anders als beispielsweise der französische Staatspräsident oder der Präsident der Vereinigten Staaten, keine feste Amtszeit hat, sondern durch die Vertrauensfrage oder ein Misstrauensvotum vor Ablauf einer Legislaturperiode aus dem Amt gewählt werden kann, ist die mediale Diskussion über eine Kanzlerdämmerung nicht zwingend auf das nahende Ende einer Legislaturperiode beschränkt.
Die Verwendung des Begriffs Kanzlerdämmerung kann zeitgenössisch erstmals in Bezug auf die Kanzlerschaft Helmut Kohls nachgewiesen werden. Anschließend wurde der Begriff auch auf alle folgenden Bundeskanzler angewandt. Rückwirkend wurde der Begriff auch für frühere Kanzlerschaften wie die Willy Brandts angewandt.
Der Begriff Kanzlerdämmerung wird inzwischen auch im politischen Diskurs Österreichs in Bezug auf den Bundeskanzler angewandt.